# Cantón de Guiscard
El cantón de Guiscard era una división administrativa francesa, que estaba situada en el departamento de Oise y la región de Picardía.

## Composición
El cantón estaba formado por veinte comunas:
- Beaugies-sous-Bois
- Berlancourt
- Bussy
- Campagne
- Catigny
- Crisolles
- Flavy-le-Meldeux
- Fréniches
- Frétoy-le-Château
- Golancourt
- Guiscard
- Le Plessis-Patte-d'Oie
- Libermont
- Maucourt
- Muirancourt
- Ognolles
- Quesmy
- Sermaize
- Solente
- Villeselve

## Supresión del cantón de Guiscard
En aplicación del Decreto n.º 2014-196de 20 de febrero de 2014, el cantón de Guiscard fue suprimido el 22 de marzo de 2015 y sus 20 comunas pasaron a formar parte; dieciocho del nuevo cantón de Noyon y dos del nuevo cantón de Thourotte.